# Lü Ji (peintre)
Pour les articles homonymes, voir Lü Ji (homonymie).
Ne doit pas être confondu avec Lu Ji.
Lü Ji ou Liu Chi ou Lü Chi ou Lü Ki (surnom : Tingzhen, nom de pinceau : Leyu), né en 1477, originaire de Jinxian province du Zhejiang, natif de Ningbo, est un peintre chinois. Actif vers 1500, la date de sa mort est inconnue. Il est un peintre de figures, oiseaux, paysages, fleurs.

## Biographie
Célèbre peintre d'oiseaux et de fleurs, il apprend les techniques de la peinture avec un peintre de l'Académie Impériale, Bian Wnejian (actif au début du XVe siècle). Pendant l'ère Hongzhi, il est appelé à la cour par l'empereur qui le fait officier de la Garde Impériale. Il dirige, pense-t-on, un atelier produisant des images de fleurs et d'oiseaux, mais il peint aussi des figures et des paysages. Ses œuvres sont représentative de la peinture académique décorative de la dynastie Ming.

## Les peintures d'oiseaux-et-fleurs de cour
Bien que le paysage reste le genre dominant, la peinture d'oiseaux-et-fleurs, appréciée pour son aspect décoratif et symbolique, connaît aussi une période de succès, inaugurée par Bian Jingzhao, Lin Liang et Lü Ji. Ces deux derniers sont toujours qualifiés ensemble d'«incomparables et éminents peintres d'oiseaux-et-fleurs». Lü Ji sert au Palais de la Bienveillance et de la Sagesse comme commandant dans la Garde impériale à la période Hongzhi. Fidèlement respectueux des règles et rituels de la cour, il entretient de bonnes relations avec les fonctionnaires. Il est si grandement estimé par l'empereur qu'à l'heure de son agonie, un flot continu de nobles et de ministres se succèdent à son lit de mort.

## Catégories de peinture
Les peintures d'oiseaux-et-fleurs de Lü Ji relèvent de deux catégories. L'une inclut des œuvres réalisées dans un style méticuleux, avec de fermes contours et une forte coloration appris de Bian Jingzhao. Cassier, chrysanthèmes et oiseaux des montagnes ainsi que Camélia et Faisan argenté (Musée du palais impérial, Beijing) en sont des exemples. Les œuvres de Lü Ji qui ressortent de ce genre sont profondément influencées par Ma Yuan et Xia Gui pour la composition et le traitement des rochers et des arbres de l'arrière-plan. Peu à peu, il développe un style personnel, qui exerce une grande influence sur les peintres d'oiseaux-et-fleurs à l'intérieur et à l'extérieur du palais impérial, et qu'on considère souvent comme le canon de la peinture académique d'oiseaux-et-fleurs de la dynastie Ming.

## Style et technique
L'autre style de peinture de Lü Ji s'inspire directement de la technique à main levée de Lin Liang. On prétend que dans ses premières années, il a contrefait et vendu des œuvres de Lin Liang. Aigrette, aigle et fleurs de lotus fanées est typique de ce style ; le tableau représente le spectacle amusant d'un aigle perturbant la paix d'un étang jonché de lotus, un jour d'automne. Le battement des ailes de l'aigle, la fuite paniquée des autres oiseaux, de même que l'oscillation des roseaux agités par le vent et le tourbillonnement des fleurs de lotus fanées, sont rendus de manière très vivante. Cette façon de dépeindre une scène pleine de mouvement, avec des animaux et des plantes, prend naissance sous les Song du Nord.

## Musées

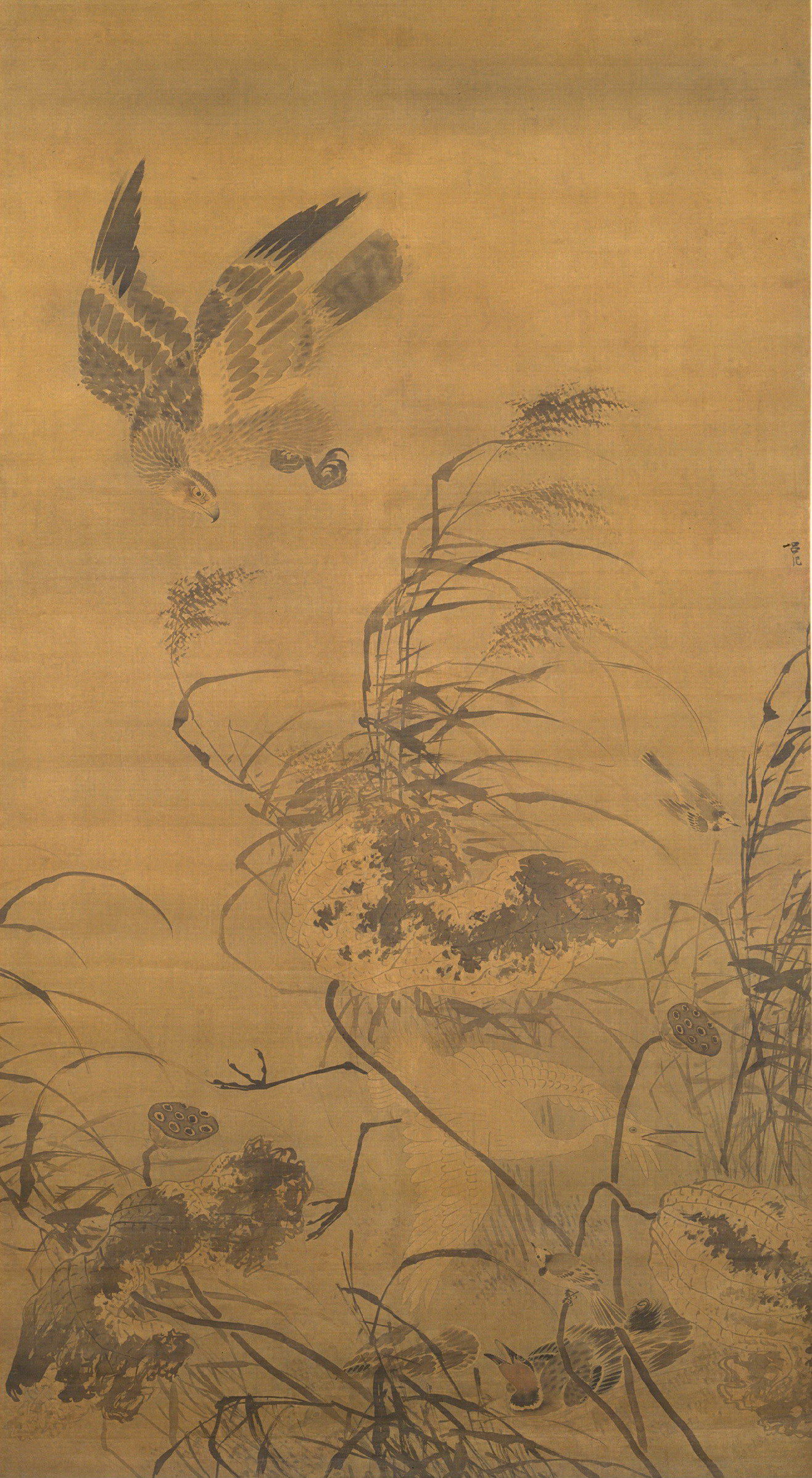
Aigrette, aigle et fleurs de lotus fanées par Jü Ji.

- Beijing (Musée du palais impérial):
  - Cassier, chrysanthèmes et oiseaux des montagnes, rouleau mural, encre et couleur sur soie, dynastie des Ming. 190x106cm.
  - Aigrette, aigle et fleurs de lotus fanées, rouleau mural, encre et couleur claire sur soie, dynastie des Ming. 190x105,2cm.
- Boston (Mus. of Fine Arts) :
  - Neuf hérons blanc sous un saule
- Honolulu: (Acad. of Art):
  - Deux cygnes blanc dans les fleurs d'hibiscus, signé.
- Pékin (Mus. du Palais):
  - Grands oiseaux dans un mynah, rochers et chrysanthèmes, riches couleurs sur soie, signé.
  - Aigle sur une falaise, avec une pie, encre sur papier signé.
- Philadelphie University of Mus. :
  - Aigle sur le tronc d'un arbre surplombant un ruisseau, signé.
- Shanghai :
  - Grenades et loriots, couleurs sur soie, rouleau en hauteur.
- Taipei (Nat. Palace Mus.):
  - Oies sauvages et pivoines au clair de lune, couleur et encre sur soie, rouleau en hauteur.
  - Oiseaux dans la neige, signé.
  - Hirondelles et canards, signé.
  - Deux canards mandarins, signé.
  - Faisan dans la neige, signé.
  - Hérons dans les lotus à l'automne, signé.
  - Deux faisans dans l'herbe et de grands roseaux, signé et accompagné de poèmes de Shen Zhou et de Qianlong.
  - Oiseaux, fleurs et poissons, signé.
  - Grues dans les pins près d'une cascade, signé.
  - Deux faisans sur la rive, signé.
  - Trois aigrettes, dont une debout, dans les lotus et les hibiscus, couleurs sur soie, signé.
- Tōkyō  (Nat. Mus.):
  - Fleurs et oiseaux des quatre saisons, couleurs sur soie, quatre rouleaux en hauteur, au registre des Biens Culturels Importants.
- Washington DC (Freer Gallery of Art):
  - Neuf hérons blanc sous un saule, attribution, une version plus ancienne de la même œuvre est conservée au (Mus. of Fine Arts) de Boston.